# Oliva cylindrica
Oliva cylindrica is een slakkensoort uit de familie van de Olividae. De wetenschappelijke naam van de soort is voor het eerst geldig gepubliceerd in 1867 door Marrat.